# الفيحاء (الدوادمي)
الفيحاء، هي قرية من فئة (ب) تقع في محافظة الدوادمي، والتابعة لمنطقة الرياض في السعودية. وتبعد الفيحاء عن محافظة الدوادمي بمسافة تقارب (70) كم.